# Pepe Risi
José Casas Toledo (Rute, Córdoba, 4 de septiembre de 1955-Madrid, 9 de mayo de 1997) más conocido como Pepe Risi (o Risi a secas) fue un músico y guitarrista español. 

## Biografía
Nacido en Rute (Córdoba) el 4 de septiembre de 1955. Siendo niño se trasladó con su familia al barrio madrileño de La Elipa. Fue el guitarrista y uno de los fundadores de Burning. Murió en Madrid a causa de una neumonía el 9 de mayo de 1997.

## Trayectoria
En 1974 fundó la banda de rock Burning, junto a Antonio Martín (Toño), Quique y Johnny Cifuentes. Tras editar sus dos sencillos debut en inglés I´m burning y Like a Shot (1974 y 1975), el grupo sufre los primeros reveses. Risi tiene que hacer el servicio militar y se marcha de Madrid. Además, los bateristas no encajan en la forma de entender la música por parte de los otros miembros.
En 1979, tras la grabación de su segundo álbum, Quique deja la banda para abrir un bar en San Blas, mientras sus compañeros graban uno de sus primeros éxitos, ¿Qué hace una chica como tú en un sitio como este?.
La enfermedad de Toño Martín, el cantante, le obliga a abandonar la banda. Tras su marcha, en 1983 se hizo cargo de la voz Pepe Risi, junto con Johnny Cifuentes. Fue el autor, junto con Ramoncín, de la canción La Chica de la Puerta 16. Su imagen pública se caracterizó por unas gafas de sol oscuras y una chupa de cuero. Su amor por las drogas también fue proverbial.
Pepe Risi le hizo un regalo a Loquillo, creando una canción en secreto para él, llamada Quiero acariciar el Rock & Roll.[cita requerida] Esta canción fue versionada por Loquillo y Trogloditas después de la muerte de Risi a modo de homenaje.
En 1998 vería la luz el álbum Sin miedo a perder, un disco que Pepe Risi había grabado antes de morir.
En 2004 la Asociación de Vecinos La Nueva Elipa propuso al Ayuntamiento de Madrid que una calle del barrio llevase su nombre, y, de no poder ser, un polideportivo. De momento el consistorio municipal no se ha pronunciado.[cita requerida]

## Pepe y Toño
La relación de Antonio y Pepe era más que amigos y así lo quiso el destino. Ambos dejaron este mundo un 9 de mayo. El mismo día y por las mismas causas (a consecuencia del abuso de drogas), pero con seis años de diferencia. Toño y Risi empezaron a rocanrolear juntos. Cuando Toño decidió irse de Burning camino del norte de España, su amigo Risi no le siguió. Toño moría de sobredosis en Briviesca (Burgos), donde pasaba temporadas con su pareja y su hija. Risi falleció de una neumonía en un hospital madrileño.
Nadie ha representado los estereotipos del rock and roll tan bien como ellos. Porque Toño era la chulería a la voz y Risi la autenticidad a la guitarra.
Pepe Risi dedicó diversas canciones a su amigo y a la relación que tenían ambos.
- Y no lo sabrás: donde Pepe le recrimina a su amigo que haya dejado las noches de rocanrol por la madurez. Tema del cual años más tarde se arrepentiría y no tocaría en directo: "Es bonito tener coche y ser papá. Pero creo que la corbata a ti no te va".
- Te quiero tanto: Risi, destrozado por la muerte de su amigo, le dedica esta balada cruda, donde le dice que en la eternidad le esperara: "Si te miro tú sonríes y me esperas sin dolor. En la eternidad yo te encontraré. Y allá donde estés yo sonreiré".

## Muerte
Murió en Madrid a causa de una neumonía el 9 de mayo de 1997.

## Curiosidades
- En una entrevista afirmó que le gustaría morir antes que lo hiciera Chuck Berry, y así fue.
- Cedió a Loquillo dos temas, que este versionó: "La sonrisa de Risi" y "Quiero acariciar el Rock and Roll".
- Cristina fue una amiga suya a la que asesinaron por un asunto de droga y Risi le dedicó un tema con su nombre.
- En el tema dedicado a Toño "Te quiero tanto", dedica a la hija de este la frase "Nunca podré permitir que te hagan daño".
- Llamó en directo a la radio para la presentación de un disco de Barricada, diciendo que le encantaba el tema "No se que hacer contigo". Según Risi era un tema muy Burning.

## Discografía

### Burning
| Año  | Nombre              | Sello       |
| ---- | ------------------- | ----------- |
| 1978 | Madrid              | Ocre-Belter |
| 1979 | Fin de la década    | Ocre-Belter |
| 1980 | Bulevard            | Ocre-Belter |
| 1981 | Atrapado en el amor | Belter      |

### Solitario
| Año  | Nombre             | Sello |
| ---- | ------------------ | ----- |
| 1998 | Sin miedo a perder | -     |

### Sencillos
- Estoy ardiendo - I'm Burning (Gong-Movieplay, 1974).
- Like a shot (Gong-Movieplay, 1975).
- ¿Qué hace una chica como tú en un sitio como este? (Ocre-Belter, 1978. Incluye, en la cara B, la primera versión de la canción Ginebra seca, cantada por Toño, que no está incluida en ningún otro formato).

## Filmografía
| Año  | Nombre                                             | Papel  | Director           |
| ---- | -------------------------------------------------- | ------ | ------------------ |
| 1978 | ¿Qué hace una chica como tú en un sitio como este? | Actor  | Fernando Colomo    |
| 1980 | Navajeros                                          | Música | Eloy de la Iglesia |

## Citas
- "Loco no te cabrees tanto con aquellos que no les gusta el Rock and Roll. ¿Sabes, Loco? ¡No tienen ni puta idea!“.
- "Cuando un tío sube al escenario tiene que creer que es el mejor, si no, que no se suba".
- "Chuck Berry es un tipo que me gustaría morirme antes que él".
- "La energía no hay que substituirla nunca por la técnica, la energía siempre tiene que estar ahí".
- "Seguimos en el camino, muchos, algunos de nuestros amigos quedaron atrás, pero al final todos bailaremos rock and roll".